# ورد تركستاني
ورد تركستاني (الاسم العلمي:Rosa turkestanica) هو نوع من النباتات يتبع جنس الورد من الفصيلة الوردية.